# ドイチェ・フースバルマイスターシャフト1931-1932
ドイチェ・フースバルマイスターシャフト 1931-1932 はドイツサッカー協会によって開催された第25回目のクラブチーム全国大会である。FCバイエルン・ミュンヘンが初優勝し、1回目のドイチャー・フースバルマイスターの座に就いた。

## 概要
数多くの失望的な結果を経て、ついにミュンヘンのクラブが初優勝した。南部2位FCバイエルン・ミュンヘンは決勝で同じ南部王者アイントラハト・フランクフルトを2－0で下したが、このカードは六週間前に行われたズュートドイチェ・フースバルマイスターシャフト1931-1932決勝戦のリターンマッチであり、南部制覇を逃したバイエルンにとってリベンジだったのである。DM決勝戦での南部対決は、ヴァイマル共和制時代では1920年・1925年に続き三度目だった。
今季も多くの波乱があった。前回王者ヘルタBSCは、ベルリナー・フースバルマイスターシャフト1931-1932において1次リーグのベツィルク・ベルリン＝ブランデンブルクで敗退。昨季準優勝のTSV1860ミュンヘンもズュートドイチェ・フースバルマイスターシャフト1932-1933の決勝リーグで6位に終わり、それぞれ全国出場権獲得に失敗した。その一方でボルシア・フルダ、 ミネルヴァ93ベルリン、 プラオエナーSuBC、 SVヒンデンブルク・アレンシュタイン、 PSVケムニッツ、ヴィクトリア・シュトルプといった新顔たちが全国デビューした。
昨季に続いて世界大恐慌はドイツ経済を苦しめており、サッカーの観客数はさらに減少した。国民社会主義ドイツ労働者党の政権獲得は、いよいよ現実味を帯びてきていた。今季はそのナチスによって解体されることとなる、DFB以外の非主流派団体が全国サッカー大会を開催できた、最後のシーズンであった。労働者体操・スポーツ協会はTSVニュルンベルク＝オスト、赤色スポーツ統一闘争共同体はFTイェスニッツが優勝。ドイツ青年活力は五年ぶりに大会を開催し、中断前最後の王者DJKシュパルタ・ニュルンベルクが優勝した。

## 出場クラブ[3]
| クラブ                             | 出場資格                                                            |
| SVヒンデンブルク・アレンシュタイン | バルティッシェ・フースバルマイスターシャフト1931-1932優勝           |
| ヴィクトリア・シュトルプ           | バルティッシェ・フースバルマイスターシャフト1931-1932準優勝         |
| ボイテナーSuSV09                   | ズュートオストドイチェ・フースバルマイスターシャフト1931-1932優勝   |
| ブレスラウアーSC08                 | ズュートオストドイチェ・フースバルマイスターシャフト1931-1932準優勝 |
| テニス・ボルシア・ベルリン         | ベルリナー・フースバルマイスターシャフト1931-1932優勝               |
| ミネルヴァ93ベルリン               | ベルリナー・フースバルマイスターシャフト1931-1932準優勝             |
| PSVケムニッツ                      | ミッテルドイチェ・フースバルマイスターシャフト1931-1932優勝         |
| プラオエナーSuBC                   | ミッテルドイチャー・ポカール1931-1932優勝                           |
| ハンブルガーSV                     | ノルトドイチェ・フースバルマイスターシャフト1931-1932優勝           |
| ホルシュタイン・キール             | ノルトドイチェ・フースバルマイスターシャフト1931-1932準優勝         |
| FCシャルケ04                       | ヴェストドイチェ・フースバルマイスターシャフト1931-1932優勝         |
| ボルシア・フルダ                   | ヴェストドイチェ・フースバルマイスターシャフト1931-1932準優勝       |
| VfLベンラート                      | ヴェストドイチャー・フェアバンツポカール1931-1932優勝               |
| アイントラハト・フランクフルト     | ズュートドイチェ・フースバルマイスターシャフト1931-1932優勝         |
| FCバイエルン・ミュンヘン           | ズュートドイチェ・フースバルマイスターシャフト1931-1932準優勝       |
| 1.FCニュルンベルク                 | ズュートドイチェ・フースバルマイスターシャフト1931-1932三位         |

## ラウンドオブ16
| 開催日       | 試合                               | 試合 | 試合                           | 結果               | 会場                                                    |
| 1932年5月8日 | 1. FCニュルンベルク                | –    | ボルシア・フルダ               | 5–2 (2–0)          | フュルト, プラッツ・アム・ロンホーファー・ヴェーク      |
| 1932年5月8日 | ハンブルガーSV                     | –    | VfLベンラート                  | 3–1 (1–0)          | ハンブルク＝アルトナ, アルトナー・シュタディオン        |
| 1932年5月8日 | FCバイエルン・ミュンヘン           | –    | ミネルヴァ93ベルリン           | 4–2 (1–1)          | ミュンヘン, 1860=ハインリヒ=ツィッシュ=シュターディオン |
| 1932年5月8日 | FCシャルケ04                       | –    | プラオエナーSuBC               | 5–4 aet (2–1, 4–4) | ドルトムント, カンプフバーン・ローテ・エアデ            |
| 1932年5月8日 | SVヒンデンブルク・アレンシュタイン | –    | アイントラハト・フランクフルト | 0–6 (0–4)          | ケーニヒスベルク, Platz des VfB                         |
| 1932年5月8日 | テニス・ボルシア・ベルリン         | –    | ヴィクトリア・シュトルプ       | 3–0 (2–0)          | ベルリン, シュタディオン・バーンホーフ・アイヒカンプ    |
| 1932年5月8日 | ブレスラオアーSC08                 | –    | ホルシュタイン・キール         | 1–4 (0–2)          | ブレスラウ, シュポルトパルク・グリューナイヒェ          |
| 1932年5月8日 | PSVケムニッツ                      | –    | ボイテナーSuSV                 | 5–1 (3–0)          | ブラウンシュヴァイク, プロイセン=プラッツ               |

## 準々決勝
| 開催日        | 試合                           | 試合 | 試合                       | 結果      | 会場                                                         |
| 1932年5月22日 | FCシャルケ04                   | –    | ハンブルガーSV             | 4–2 (2–1) | ボーフム, シュタディオン・カストロパー・シュトラーセ         |
| 1932年5月22日 | ホルシュタイン・キール         | –    | 1. FCニュルンベルク        | 0–4 (0–2) | ハンブルク, シュポルトプラッツ・ホーエルフト                 |
| 1932年5月22日 | アイントラハト・フランクフルト | –    | テニス・ボルシア・ベルリン | 3–1 (1–1) | フランクフルト・アム・マイン, リーダーヴァルトシュタディオン |
| 1932年5月22日 | PSVケムニッツ                  | –    | FCバイエルン・ミュンヘン   | 2–3 (1–3) | ライプツィヒ, Platz von Wacker Leipzig                       |

## 準決勝
| 開催日        | 試合                           | 試合 | 試合                | 結果      | 会場                                           |
| 1932年5月29日 | FCバイエルン・ミュンヘン       | –    | 1. FCニュルンベルク | 2–0 (0–0) | マンハイム, マンハイマー・シュタディオン       |
| 1932年5月29日 | アイントラハト・フランクフルト | –    | FCシャルケ04        | 2–1 (1–1) | ドレスデン, シュタディオン・オストラーゲヘーゲ |

## 決勝
| FCバイエルン・ミュンヘン           | 2–0      | アイントラハト・フランクフルト |
| ---------------------------------- | -------- | ------------------------------ |
| - ローア 36分 (pen.) - クルム 75分 | レポート |                                |

| FCバイエルン・ミュンヘン | アイントラハト・フランクフルト |

| GK                 | 1  | ヨーゼフ・レヒラー                      |
| RB                 | 2  | コンラート・ハイトカンプ (サッカー選手) |
| LB                 | 3  | ジグムント・ハーリンガー                |
| RH                 | 6  | エアンスト・ナーゲルシュミッツ          |
| CH                 | 4  | ルートヴィヒ・ゴールトブルンナー        |
| LH                 | 5  | ローバート・ブラインドル                |
| OR                 | 11 | ヨーゼフ・ベアクマイアー                |
| IR                 | 10 | フランツ・クラム                        |
| CF                 | 9  | オスカ・ローア                          |
| IL                 | 7  | ハンス・シュミート (サッカー選手・二世) |
| OL                 | 8  | ハンス・ヴェルカー                      |
| 監督               |    |                                         |
| リヒャート・コーン |    |                                         |

| GK                   | 1  | ルートヴィヒ・シュミット (サッカー選手) |
| RB                   | 2  | フランツ・シュッツ (サッカー選手)       |
| LB                   | 3  | ハンス・シュトゥップ （ ドイツ語版 ）   |
| RH                   | 7  | ルドルフ・グラムリヒ                    |
| CH                   | 6  | ベアンハート・ライス                    |
| LH                   | 5  | フーゴー・マンテル                      |
| OR                   | 9  | フリッツ・シャラー (サッカー選手)       |
| IR                   | 8  | テオドーア・トランプラー                |
| CF                   | 10 | カール・エーマー                        |
| IL                   | 11 | ヴァルター・ディートリヒ                |
| OL                   | 4  | アオゴスト・メープス                    |
| 監督                 |    |                                         |
| パウル・オスヴァルト |    |                                         |

| ルール - 規定試合時間は90分。 - 延長戦は30分。 - 延長戦で決着がつかない場合は後日再試合。 - 選手交代なし。 |

## 得点ランキング[5]
| 選手 | 選手                                | クラブ                         | 試合数 | 得点数 |
| ---- | ----------------------------------- | ------------------------------ | ------ | ------ |
| 1.   | カール・エーマー                    | アイントラハト・フランクフルト | 4      | 7      |
| 2.   | エアヴィン・ヘルムヒェン            | PSVケムニッツ                  | 2      | 5      |
| 3.   | オスカー・ローア                    | FCバイエルン・ミュンヘン       | 4      | 5      |
| 4.   | エミル・ロートハート                | FCシャルケ04                   | 3      | 4      |
| 5.   | ゲオーク・フリーデル (サッカー選手) | 1. FCニュルンベルク            | 3      | 3      |